# Driss Ouadahi
Driss Ouadahi né en 1959 à Casablanca, au Maroc, est un peintre et architecte algérien contemporain qui a été formé, travaille et vit à Düsseldorf, en Allemagne.
Le travail de Ouadahi présente des formes architecturales abstraites trouvées dans de véritables structures d'habitation algériennes. Les thèmes des œuvres de Ouadahi entourent la politique de classe, de religion et d'ethnicité liée aux idées de frontières et d'altérité.
Il est aussi connu pour son œuvre intitulée : Systeme der Abgrenzung (Systèmes de démarcation), ouvert au Musée Heydt en Allemagne le 25 février 2018.

## Biographie

### Jeunesse et formation
Driss Ouadahi est né à Casablanca, au Maroc, de parents algériens,. A l'âge de 4 ans, il  déménage pour rejoindre la Kabilye (la Kabylie). Il détient un diplôme d'architecture obtenu en 1983 à Alger.
Il fait ses études supérieures dans différentes écoles, notamment l'École des beaux-arts d’Alger entre 1984 et 1987, puis de celle de l’Académie des arts de Académie des beaux-arts de Düsseldorf  (deux fois donc) de 1988 à 1994. Il migre en Allemangne[pas clair] à la fin de ses études.

## Collections publiques
Les œuvres de Ouadahi font partie des collections de publications de la Barjeel Art Foundation (Sharjah, EAU), Fonds régional d'art contemporain du Centre-Val de Loire (Orléans, France), de la Herbert-Weisenburger-Stiftung (Rastatt, Allemagne), de la Kamel Lazaar Foundation (Genève, Suisse), Kunstmuseum Düsseldorf (Allemagne), Nadour Collection (Allemagne), Stadtsparkasses Baden-Baden (Allemagne).

## Prix
- Grand Prix Léopold Sédar SENGHOR, Dakar, Sénégal, 2014.
- Cité Internationale des Arts Paris, (Verein der Düsseldorfer Künstler), 2013.
- Résidence d'artiste, Etaneno Museum im Busch, Namibie, 2011.
- Centre d'Art Contemporain, Istres, Marseille, 2003.

## Expositions notables
- Class relations – phantoms of perception, 2018, kunstverein in hamburg, hamburg, Allemeagne
- Un œil ouvert sur le monde arabe, 2018, institut du monde arabe, paris, France
- Revisited spaces, 2020, hosfelt gallery, san francisco, Etats-Unis
- Under construction i & ii, 2021, lawrie shabibi, dubai
- Where we are: hosfelt gallery at 25 years, 2021, hosfelt gallery, san francisco, Etats-Unis[7].

## Ouvrages
- Driss Ouadahi, Systeme Der Abgrenzung. Von Der Heydt Kunsthalle Wuppertal-Barmen. 2018.
- Driss Ouadahi s'attaque aux clôtures dans la dernière exposition. Chronique de San Francisco . (13 juillet 2016).
- Driss Ouadahi, Breach in the Silence à la galerie Hosfelt. Passionné d'art . (4 août 2016).
- Driss Ouadahi : Rencontre avec un peintre de style international. Quotidien mondial de l'art . (14 novembre 2014).
- Viladas, Pilar. Maintenant à l'affiche : Driss Ouadahi. Le magazine de style du New York Times   (1er octobre 2010).
- Lévin, Kim. Gridded Tyrannies, Catalogue Essai de Driss Ouadahi : Densité. (Galerie Hosfelt, New York). 2010.